# دنیل گازداگ
دنیل گازداگ (انگلیسی: Dániel Gazdag؛ زادهٔ ۲ مارس ۱۹۹۶) بازیکن فوتبال اهل مجارستان است.
از باشگاه‌هایی که در آن بازی کرده‌است می‌توان به باشگاه فوتبال فیلادلفیا یونیون و باشگاه فوتبال بوداپست هونود اشاره کرد.
وی همچنین در تیم‌های ملی فوتبال زیر ۲۱ سال مجارستان و مجارستان بازی کرده‌است.